# Mehmed Zahid Kotku
Mehmed Zahid Kotku (osmanisch محمد زاهد كتكو; geboren 1897 in Bursa, Türkei; gestorben 13. November 1980 ebenda) war ein islamischer (sunnitischer) Religionsgelehrter in der Türkei. Er gehörte zu den einflussreichsten türkischen Scheichs des Nakşibendi-Ordens.
Er sprach Hocharabisch, Türkisch und Persisch.

## Leben
Kotku ging in Bursa auf die Oruç-Bey-Grundschule und anschließend auf die Hochschule in Maksem. Im Laufe des Ersten Weltkrieges wurde er in die osmanische Armee einberufen, in die er am 1. April 1916 eintrat. Er kämpfte im heutigen Syrien, das damals eine Provinz des Osmanischen Reiches war.
Nach dem Krieg ging Kotku nach Istanbul und setzte sein Islam-Studium fort. Als Mustafa Kemal Atatürk die islamischen Kreise stark eingeschränkt oder ganz verboten hatte, kehrte er nach Bursa zurück und heiratete. Als sein Vater 1929 starb, übernahm er die Rolle des Imam in der Uftade-Moschee in Bursa; davor hatte er seine islamischen Abschlüsse erworben.
In den folgenden Jahren wechselte er oft die Moscheen im Lande, am 1. Oktober 1958 trat er seinen Dienst in der Fatih-Iskenderpascha-Moschee an, hier blieb er bis zu seinem Tod im Jahre 1980.
Sein Totengebet wurde am 14. November 1980 in der Süleymaniye-Moschee in Istanbul vollzogen.

## Zitate
„Jeder der sich für eine Stärkung des Islames einsetzen will, muss zwingend Islamisches Wissen (ilim) lernen.“

„Jeder, der aus eigenem Antrieb Worte des Kufrs ausspricht ist aus dem Islam ausgetreten und in den Sumpf des Kufrs eingetreten; selbst wenn er nicht weiß, dass dies, was er macht oder sagt, Kufr ist.“

## Quelle
- Zahid Kotku: Alim. Şeha Nesriyat, Şan Maatbası, Istanbul 1991.